# Turkije op de Olympische Zomerspelen 2016
Turkije nam deel aan de Olympische Zomerspelen 2016 in Rio de Janeiro, Brazilië. De olympische selectie bestond uit 103 sporters, uitkomend in 21 olympische sportdisciplines. De Turkse ploeg was daarmee na de Spelen van 2012 (114 atleten) de grootste in de olympische geschiedenis van Turkije. Met name in de atletiek en het worstelen waren de Turken sterk vertegenwoordigd: in het worsteltoernooi namen veertien Turken deel, na Rusland met zeventien worstelaars de grootste selectie.
Turkse atleten wonnen in totaal acht medailles, waarvan één goud, drie zilver en vier brons. Worstelaar vrije stijl Taha Akgül won het goud in de gewichtsklasse tot 125 kilogram, nadat hij in 2014 en 2015 al de wereldtitel won. Nog vier andere medailles won Turkije in het worstelen en een andere gevechtssport, het taekwondo, waar Nur Tatar het brons won in de klasse tot 67 kilogram. In de atletiek won Europees kampioen Yasmani Copello een bronzen medaille op de 400 meter horden achter de Amerikaanse kampioen Kerron Clement en de Keniaan Tumuti.

## Medailleoverzicht
| Sport         | Olympiër          | Onderdeel                  | Medaille |
| ------------- | ----------------- | -------------------------- | -------- |
| Worstelen     | Taha Akgül        | –125 kg vrije stijl (m)    | Goud     |
| Gewichtheffen | Daniyar Ismayilov | –69 kg (m)                 | Zilver   |
| Worstelen     | Selim Yaşar       | –86 kg vrije stijl (m)     | Zilver   |
| Worstelen     | Rıza Kayaalp      | –130 kg Grieks-Romeins (m) | Zilver   |
| Atletiek      | Yasmani Copello   | 400 m horden (m)           | Brons    |
| Taekwondo     | Nur Tatar         | –67 kg (v)                 | Brons    |
| Worstelen     | Cenk İldem        | –98 kg Grieks-Romeins (m)  | Brons    |
| Worstelen     | Soner Demirtaş    | –74 kg vrije stijl (m)     | Brons    |

## Deelnemers en resultaten
(m) = mannen, (v) = vrouwen 

### Atletiek
| Olympiër                                                                                     | Discipline              | Resultaat    | Prestatie                                                      |
| -------------------------------------------------------------------------------------------- | ----------------------- | ------------ | -------------------------------------------------------------- |
| Jak Ali Harvey                                                                               | 100 m (m)               | halve finale | kwartfinale: 10.14 (2e) halve finale: 10.03 (4e)               |
| Jak Ali Harvey                                                                               | 200 m (m)               | series       | series: 20.58 (6e)                                             |
| Ramil Guliyev                                                                                | 200 m (m)               | 8e           | series: 20.23 (2e) halve finale: 20.09 (4e) finale: 20.43 (8e) |
| İlham Tanui Özbilen                                                                          | 1500 m (m)              | series       | series: 3:49.02 (13e)                                          |
| Ali Kaya                                                                                     | 5000 m (m)              | series       | series: 14:05.34 (19e)                                         |
| Ali Kaya                                                                                     | 10.000 m (m)            | DNF          | DNF                                                            |
| Polat Kemboi Arıkan                                                                          | 10.000 m (m)            | 13e          | 27:35.50 (13e)                                                 |
| Yasmani Copello                                                                              | 400 m horden (m)        | Brons        | series: 49.52 (1e) halve finale: 48.61 (3e) finale: 47.92 (3e) |
| Tarık Langat Akdağ                                                                           | 3000 m steeplechase (m) | DNF          | series: DNF                                                    |
| Halil Akkaş                                                                                  | 3000 m steeplechase (m) | series       | series: 8:33.12 (7e)                                           |
| Aras Kaya                                                                                    | 3000 m steeplechase (m) | series       | series: 8:32.35 (8e)                                           |
| Emre Zafer Barnes Umutcan Cumali Emektaş Jak Ali Harvey Ramil Guliyev İzzet Safer Furkan Şen | 4x100 m (m)             | series       | series: 38.40 (4e)                                             |
| Bekir Karayel                                                                                | marathon (m)            | 126e         | 2:31:27 (126e)                                                 |
| Kaan Kigen Özbilen                                                                           | marathon (m)            | 17e          | 2:14:11 (17e)                                                  |
| Ercan Muslu                                                                                  | marathon (m)            | 51e          | 2:18:40 (51e)                                                  |
| Mert Atlı                                                                                    | 20 km snelwandelen (m)  | 62e          | 1:31:36 (62e)                                                  |
| Ersin Tacir                                                                                  | 20 km snelwandelen (m)  | 30e          | 1:22:53 (30e)                                                  |
| Şeref Osmanoğlu                                                                              | hink-stap-springen (m)  | —            | kwalificaties: NM                                              |
| Eşref Apak                                                                                   | kogelslingeren (m)      | 15e          | kwalificaties: 70,08 m (15e)                                   |
|                                                                                              |                         |              |                                                                |
| Yasemin Can                                                                                  | 5.000 m (v)             | 6e           | series: 15:19.50 (2e) finale: 14:56.96 (6e)                    |
| Yasemin Can                                                                                  | 10.000 m (v)            | 7e           | 30:26.41 (7e)                                                  |
| Özlem Kaya                                                                                   | 3000 m steeplechase (v) | series       | series: 9:32.03 (9e)                                           |
| Tuğba Güvenç                                                                                 | 3000 m steeplechase (v) | series       | series: 9:49.93 (14e)                                          |
| Meryem Akda                                                                                  | 3000 m steeplechase (v) | series       | series: 9:50.28 (14e)                                          |
| Meryem Erdoğan                                                                               | marathon (v)            | 112e         | 2:54:04 (112e)                                                 |
| Esma Aydemir                                                                                 | marathon (v)            | 58e          | 2:39:59 (58e)                                                  |
| Sultan Haydar                                                                                | marathon (v)            | 11e          | 2:53:57 (111e)                                                 |
| Karin Melis Mey                                                                              | verspringen (v)         | 14e          | kwalificaties: 6,49 m (14e)                                    |
| Emel Dereli                                                                                  | kogelstoten (v)         | 24e          | kwalificaties: 17,01 m (24e)                                   |
| Kıvılcım Kaya                                                                                | kogelslingeren (v)      | 26e          | kwalificaties: 64,79 m (26e)                                   |
| Tuğçe Şahutoğlu                                                                              | kogelslingeren (v)      | 21e          | kwalificaties: 67,05 m (21e)                                   |

### Badminton
| Olympiër    | Discipline    | Resultaat  | Prestatie                                                                                |
| ----------- | ------------- | ---------- | ---------------------------------------------------------------------------------------- |
| Özge Bayrak | enkelspel (v) | groepsfase | groepsfase won van Jeanine Cicognini (21–14, 21–9) verloor van Bae Yeon-ju (11–21, 7–21) |

### Basketbal
| Olympiër | Discipline | Resultaat   | Prestatie |
| --- | ---------- | ----------- | --------- |
| Olcay Çakır Tuğçe Canıtez Birsel Vardarlı Esra Ural Bahar Çağlar Işıl Alben Nevriye Yılmaz LaToya Sanders Ayşe Cora Şaziye İvegin Tilbe Şenyürek Şebnem Kimyacıoğlu | vrouwen    | kwartfinale | zie onder |

| Groep A |             |             |             |             |            |            |            |        |
| #       | Land        | Wedstrijden | Wedstrijden | Wedstrijden | Doelpunten | Doelpunten | Doelpunten | Punten |
| #       | Land        | G           | W           | V           | V          | T          | Saldo      | Punten |
| 1       | Australië   | 5           | 5           | 0           | 400        | 345        | +55        | 10     |
| 2       | Frankrijk   | 5           | 3           | 2           | 344        | 343        | +1         | 8      |
| 3       | Turkije     | 5           | 3           | 2           | 324        | 325        | –1         | 8      |
| 4       | Japan       | 5           | 3           | 2           | 386        | 378        | +8         | 8      |
| 5       | Wit-Rusland | 5           | 1           | 4           | 347        | 361        | –14        | 6      |
| 6       | Brazilië    | 5           | 0           | 5           | 335        | 384        | –49        | 5      |

| Ronde       | Datum       | Lokale tijd | MEZT           | Plaats         | Land   | Score     | Land    |
| ----------- | ----------- | ----------- | -------------- | -------------- | ------ | --------- | ------- |
| Groepsfase  |             |             |                |                |        |           |         |
| 6 augustus  | 12:00       | 17:00       | Rio de Janeiro | Turkije        | 39–55  | Frankrijk |         |
| 7 augustus  | 17:30       | 22:30       | Rio de Janeiro | Australië      | 61–56  | Turkije   |         |
| 9 augustus  | 17:45       | 22:45       | Rio de Janeiro | Turkije        | 76–62  | Japan     |         |
| 11 augustus | 12:15       | 17:15       | Rio de Janeiro | Wit-Rusland    | 71–74  | Turkije   |         |
| 13 augustus | 15:30       | 20:30       | Rio de Janeiro | Turkije        | 79–76  | Brazilië  |         |
| Kwartfinale | 16 augustus | 14:30       | 19:30          | Rio de Janeiro | Spanje | 64–62     | Turkije |

### Boksen
| Olympiër           | Discipline | Resultaat    | Prestatie |
| ------------------ | ---------- | ------------ | --- |
| Selçuk Eker        | –52 kg (m) | eerste ronde | eerste ronde verloor van Hu Jianguan (1–2)                                                                                             |
| Batuhan Gözgeç     | –64 kg (m) | kwartfinale  | eerste ronde won van Mahaman Smaila (3–0) tweede ronde won van Joedison Teixeira (3–0) kwartfinale verloor van Artem Harutyunyan (0–3) |
| Onur Şipal         | –69 kg (m) | eerste ronde | eerste ronde verloor van Simeon Chamov (0–3)                                                                                           |
| Önder Şipal        | –75 kg (m) | tweede ronde | eerste ronde won van Benny Muziyo (2–1) tweede ronde verloor van Vikas Krishan Yadav (0–3)                                             |
| Mehmet Ünal        | –81 kg (m) | tweede ronde | eerste ronde won van Hassan Saada (w/o) tweede ronde verloor van Julio César La Cruz (0–3)                                             |
| Ali Eren Demirezen | +91 kg (m) | tweede ronde | tweede ronde verloor van Filip Hrgović (0–3)                                                                                           |

### Boogschieten
| Olympiër            | Discipline      | Resultaat    | Prestatie |
| ------------------- | --------------- | ------------ | --- |
| Mete Gazoz          | individueel (m) | tweede ronde | plaatsingsronde: 661 punten (29e) eerste ronde won van Pierre Plihon (6–5) tweede ronde verloor van Sjef van den Berg (3–7)           |
|                     |                 |              | |
| Yasemin Ecem Anagöz | individueel (v) | tweede ronde | plaatsingsronde: 638 punten (25e) eerste ronde won van Karina Lipiarska-Pałka (6–5) tweede ronde verloor van Alejandra Valencia (5–6) |

### Gewichtheffen
| Olympiër          | Discipline | Resultaat | Prestatie                                                      |
| ----------------- | ---------- | --------- | -------------------------------------------------------------- |
| Daniyar Ismayilov | –69 kg (m) | Zilver    | trekken: 163 kg (1e) stoten: 188 kg (2e) totaal: 351 kg (2e)   |
|                   |            |           |                                                                |
| Mehtap Kurnaz     | –63 kg (v) | 13e       | trekken: 81 kg (14e) stoten: 100 kg (13e) totaal: 181 kg (13e) |
| Duygu Aynacı      | –69 kg (v) | 12e       | trekken: 90 kg (14e) stoten: 110 kg (12e) totaal: 200 kg (12e) |
| Assiya Ipek       | –75 kg (v) | 13e       | trekken: 83 kg (13e) stoten: 103 kg (13e) 186 kg (13e)         |

### Gymnastiek
| Olympiër      | Discipline               | Resultaat | Prestatie |
| ------------- | ------------------------ | --------- | --- |
| Ferhat Arican | meerkamp individueel (m) | 41e       | kwalificaties vloer: 13,133 paard voltige: 13,866 ringen: 13,733 sprong: 13,533 brug ongelijk: 14,733 rekstok: 13,633 totaal: 82,631 (41e) |
|               |                          |           | |
| Tutya Yılmaz  | meerkamp individueel (v) | 42e       | kwalificaties sprong: 13,733 brug: 12,166 balk: 14,500 vloer: 12,733 totaal: 53,132 (42e)                                                  |

### Judo
| Olympiër           | Discipline | Resultaat      | Prestatie |
| ------------------ | ---------- | -------------- | --- |
| Bekir Özlü         | –60 kg (m) | tweede ronde   | tweede ronde verloor van Ashley McKenzie: yuko |
|                    |            |                | |
| Dilara Lokmanhekim | –48 kg (v) | tweede ronde   | tweede ronde verloor van Edna Carrillo: ippon |
| Büşra Katipoğlu    | –63 kg (v) | derde ronde    | tweede ronde won van Katerina Nikoloska: shido derde ronde verloor van Clarisse Agbegnenou: ippon                                                                               |
| Kayra Sayit        | +78 kg (v) | bronzen finale | tweede ronde won van Melissa Mojica: ippon kwartfinale verloor van Yu Song: ippon herkansing won van Nihal Chikhrouhou: ippon bronzen finale verloor van Kanae Yamabe: waza-ari |

### Kanovaren
| Olympiër    | Discipline    | Resultaat    | Prestatie                                         |
| ----------- | ------------- | ------------ | ------------------------------------------------- |
| Lasma Liepa | K-1 200 m (v) | halve finale | series: 41.760 (4e) halve finale: 41.866 (7e)     |
| Lasma Liepa | K-1 500 m (v) | halve finale | series: 1:59.581 (5e) halve finale: 2:08.450 (7e) |

### Moderne vijfkamp
| Olympiër      | Discipline | Resultaat | Prestatie |
| ------------- | ---------- | --------- | --- |
| İlke Özyüksel | vrouwen    | 35e       | schermen: 10 W, 25 V (35e, 160 punten) zwemmen: 2:17.79 (19e, 287 punten) paardrijden: uitgeschakeld (31e, 0 punten) gecombineerd: 12:49.98 (12e, 531 punten) totaal: 978 punten (35e) |

### Paardensport
| Olympiër      | Discipline                   | Resultaat | Prestatie                                 |
| ------------- | ---------------------------- | --------- | ----------------------------------------- |
| Ömer Karaevli | springconcours (individueel) | 61e       | kwalificatieronde 1: 13 strafpunten (61e) |

### Roeien
| Olympiër                    | Discipline             | Resultaat | Prestatie                                                                                            |
| --------------------------- | ---------------------- | --------- | --- |
| Hüseyin Kandemir Enes Kuşku | lichte dubbel-twee (m) | 16e       | series: 6:41.67 (5e) herkansing: 7:13.49 (5e) halve finale C/D: 7:24.14 (2e) C-finale: 6:47.06 (16e) |

### Schermen
| Olympiër      | Discipline | Resultaat    | Prestatie                                     |
| ------------- | ---------- | ------------ | --------------------------------------------- |
| İrem Karamete | floret (v) | tweede ronde | tweede ronde verloor van Ysaora Thibus (6–15) |

### Schietsport
| Olympiër       | Discipline            | Resultaat | Prestatie                       |
| -------------- | --------------------- | --------- | ------------------------------- |
| Yusuf Dikeç    | 10 m luchtpistool (m) | 21e       | kwalificaties: 576 punten (21e) |
| Yusuf Dikeç    | 50 m pistool (m)      | 22e       | kwalificaties: 550 punten (22e) |
| İsmail Keleş   | 10 m luchtpistool (m) | 24e       | kwalificaties: 575 punten (24e) |
| İsmail Keleş   | 50 m pistool (m)      | 29e       | kwalificaties: 544 punten (29e) |
| Yavuz İlnam    | trap (m)              | 13e       | kwalificaties: 115 punten (13e) |
| Erdinç Kebapçı | trap (m)              | 29e       | kwalificaties: 108 punten (29e) |

### Taekwondo
| Olympiër       | Discipline | Resultaat   | Prestatie |
| -------------- | ---------- | ----------- | --- |
| Servet Tazegül | –68 kg (m) | kwartfinale | eerste ronde won van Ignacio Morales (14–1PG) kwartfinale verloor van Aleksej Denisenko (6–19PG) herkansing verloor van Edgar Contreras (4–5)                             |
|                |            |             | |
| Nur Tatar      | –67 kg (v) | Brons       | eerste ronde won van Carmen Marton (11–1) kwartfinale won van Rabia Güleç (5–1) halve finale verloor van Haby Niaré (0–4SD) bronzen finale won van Chuang Chia-chia (7–3) |

### Tafeltennis
| Olympiër | Discipline    | Resultaat    | Prestatie                                  |
| -------- | ------------- | ------------ | ------------------------------------------ |
| Ahmet Li | enkelspel (m) | tweede ronde | tweede ronde verloor van Eugene Wang (0–4) |
|          |               |              |                                            |
| Melek Hu | enkelspel (v) | derde ronde  | derde ronde verloor van Chen Szu-yu (0–4)  |

### Tennis
| Olympiër         | Discipline    | Resultaat    | Prestatie                                                    |
| ---------------- | ------------- | ------------ | ------------------------------------------------------------ |
| Çağla Büyükakçay | enkelspel (v) | eerste ronde | eerste ronde verloor van Jekaterina Makarova (6–3, 0–6, 6–8) |

### Wielersport
| Olympiër    | Discipline  | Resultaat | Prestatie        |
| ----------- | ----------- | --------- | ---------------- |
| Ahmet Örken | weg (m)     | DNF       | DNF              |
| Ahmet Örken | tijdrit (m) | 34e       | 1:27:37.41 (34e) |
| Onur Balkan | weg (m)     | DNF       | DNF              |

### Worstelen
| Olympiër             | Discipline                 | Resultaat    | Prestatie |
| -------------------- | -------------------------- | ------------ | --- |
| Süleyman Atlı        | –57 kg vrije stijl (m)     | eerste ronde | eerste ronde verloor van Ivan Guidea (1–3) |
| Mustafa Kaya         | –65 kg vrije stijl (m)     | voorronde    | voorronde verloor van Alejandro Valdés |
| Soner Demirtaş       | –74 kg vrije stijl (m)     | Brons        | eerste ronde won van Pürevjavyn Önörbat (3–1) kwartfinale verloor van Hassan Yazdani (0–3) herkansing won van Asnage Castelly (4–0) bronzen finale won van Galymzhan Usserbayev (3–0) |
| Selim Yaşar          | –86 kg vrije stijl (m)     | Zilver       | eerste ronde won van Jaime Espinal (3–1) kwartfinale won van Reineris Salas (3–1) halve finale won van J'den Cox (3–1) finale verloor van Abdoelrasjid Sadoelajev (0–3)               |
| İbrahim Bölükbaşı    | –97 kg vrije stijl (m)     | voorronde    | voorronde verloor van Reza Yazdani (0–4) |
| Taha Akgül VS        | –125 kg vrije stijl (m)    | Goud         | eerste ronde won van Jargalsaikhany Chuluunbat (4–0) kwartfinale won van Ibrahim Saidov (4–0) halve finale won van Levan Berianidze (3–1) finale won van Komeil Ghasemi (3–1)         |
| Selçuk Çebi          | –75 kg Grieks-Romeins (m)  | eerste ronde | eerste ronde verloor van Božo Starčević (1–3) |
| Cenk İldem           | –98 kg Grieks-Romeins (m)  | Brons        | eerste ronde won van Hardeep Singh (3–1) kwartfinale won van Islam Magomedov (3–1) halve finale verloor van Artoer Aleksanjan (0–4) bronzen finale won van Alin Alexuc-Ciurariu (3–0) |
| Rıza Kayaalp VO      | –130 kg Grieks-Romeins (m) | Zilver       | eerste ronde won van Erwin Caraballo (4–0) kwartfinale won van Sabah Shariati (5–0) halve finale won van Eduard Popp (4–0) finale verloor van Mijaín López (0–3)                      |
|                      |                            |              | |
| Bediha Gün           | –53 kg vrije stijl (v)     | eerste ronde | eerste ronde verloor van Jong Myong-suk (0–4) |
| Elif Jale Yeşilırmak | –58 kg vrije stijl (v)     | kwartfinale  | eerste ronde won van Michelle Fazzari (3–1) kwartfinale verloor van Kaori Icho (1–3) herkansing verloor van Marwa Amri (1–3)                                                          |
| Hafize Şahin         | –63 kg vrije stijl (v)     | eerste ronde | voorronde won van Laís Nunes (5–0) eerste ronde verloor van Inna Trazjoekova (1–3) |
| Buse Tosun           | –69 kg vrije stijl (v)     | eerste ronde | voorronde won van Agnieszka Wieszczek (5–0) eerste ronde verloor van Sara Dosho (0–4) herkansing won van Alina Stadnyk (3–1) verloor van Dorothy Yeats (1–3)                          |
| Yasemin Adar         | –75 kg vrije stijl (v)     | eerste ronde | voorronde won van Alla Tsjerkasova (3–1) eerste ronde verloor van Jekaterina Boekina (1–3)                                                                                            |

### Zeilen
| Olympiër               | Discipline   | Resultaat | Prestatie                |
| ---------------------- | ------------ | --------- | ------------------------ |
| Onur Cavit Biriz       | RS:X (m)     | 35e       | totaal: 363 punten (35e) |
| Alican Kaynar          | Finn         | 13e       | totaal: 93 punten (13e)  |
| Ateş Çınar Deniz Çınar | 470 (m)      | 15e       | totaal: 120 punten (15e) |
|                        |              |           |                          |
| Dilara Uralp           | RS:X (v)     | 22e       | totaal: 231 punten (22e) |
| Nazlı Çağla Dönertaş   | Laser Radial | 15e       | totaal: 127 punten (15e) |

### Zwemmen
| Olympiër           | Discipline            | Resultaat | Prestatie                                         |
| ------------------ | --------------------- | --------- | ------------------------------------------------- |
| Nezir Karap        | 400 m vrije slag (m)  | 43e       | series: 3:58.37 (43e)                             |
|                    |                       |           |                                                   |
| Ekaterina Avramova | 200 m rugslag (v)     | 21e       | series: 2:11.21 (21e)                             |
| Zeynep Güneş       | 100 m schoolslag (v)  | 14e       | series: 1:07.14 (15e) halve finale: 1:07.41 (14e) |
| Zeynep Güneş       | 200 m schoolslag (v)  | 9e        | series: 2:23.83 (7e) halve finale: 2:23.49 (9e)   |
| Zeynep Güneş       | 400 m wisselslag (v)  | 18e       | series: 4:41.79 (18e)                             |
| Nida Eliz Üstündağ | 200 m vlinderslag (v) | 22e       | series: 2:10.02 (22e)                             |

Afghanistan · Albanië · Algerije · Amerikaanse Maagdeneilanden · Amerikaans-Samoa · Andorra · Angola · Antigua en Barbuda · Argentinië · Armenië · Aruba · Australië · Azerbeidzjan · Bahama's · Bahrein · Bangladesh · Barbados · België · Belize · Benin · Bermuda · Bhutan · Bolivia · Bosnië en Herzegovina · Botswana · Brazilië · Britse Maagdeneilanden · Brunei · Bulgarije · Burkina Faso · Burundi · Cambodja · Canada · Centraal-Afrikaanse Republiek · Chili · China · Chinees Taipei · Colombia · Comoren · Congo-Brazzaville · Congo-Kinshasa · Cookeilanden · Costa Rica · Cuba · Cyprus · Denemarken · Djibouti · Dominica · Dominicaanse Republiek · Duitsland · Ecuador · Egypte · El Salvador · Equatoriaal-Guinea · Eritrea · Estland · Ethiopië · Fiji · Filipijnen · Finland · Frankrijk · Gabon · Gambia · Georgië · Ghana · Grenada · Griekenland · Groot-Brittannië · Guam · Guatemala · Guinee · Guinee‑Bissau · Guyana · Haïti · Honduras · Hongarije · Hongkong · Ierland · IJsland · India · Indonesië · Irak · Iran · Israël · Italië · Ivoorkust · Jamaica · Japan · Jemen · Jordanië · Kaaimaneilanden · Kaapverdië · Kameroen · Kazachstan · Kenia · Kirgizië · Kiribati · Kosovo · Kroatië · Laos · Lesotho · Letland · Libanon · Liberia · Libië · Liechtenstein · Litouwen · Luxemburg · Macedonië · Madagaskar · Malawi · Malediven · Maleisië · Mali · Malta · Marshalleilanden · Marokko · Mauritanië · Mauritius · Mexico · Micronesië · Moldavië · Monaco · Mongolië · Montenegro · Mozambique · Myanmar · Namibië · Nauru · Nederland · Nepal · Nicaragua · Nieuw-Zeeland · Niger · Nigeria · Noord-Korea · Noorwegen · Oeganda · Oekraïne · Oezbekistan · Oman · Oostenrijk · Oost-Timor · Pakistan · Palau · Palestina · Panama · Papoea-Nieuw-Guinea · Paraguay · Peru · Polen · Portugal · Puerto Rico · Qatar · Roemenië · Rusland · Rwanda · Saint Kitts en Nevis · Saint Lucia · Saint Vincent en Grenadines · Salomonseilanden · Samoa · San Marino · Sao Tomé en Principe · Saoedi-Arabië · Senegal · Servië · Seychellen · Sierra Leone · Singapore · Slovenië · Slowakije · Soedan · Somalië · Spanje · Sri Lanka · Suriname · Swaziland · Syrië · Tadzjikistan · Tanzania · Thailand · Togo · Tonga · Trinidad en Tobago · Tsjaad · Tsjechië · Tunesië · Turkije · Turkmenistan · Tuvalu · Uruguay · Vanuatu · Venezuela · Verenigde Arabische Emiraten · Verenigde Staten · Vietnam · Wit-Rusland · Zambia · Zimbabwe · Zuid-Afrika · Zuid-Korea · Zuid-Soedan · Zweden · Zwitserland
Individuele Olympische Atleten · Olympisch vluchtelingenteam